# Bernardo Filipe Governo
Bernardo Filipe Governo (20 de janeiro de 1939 - 20 de outubro de 2013) foi um bispo católico romano de Moçambique. Ordenado sacerdote em outubro de 1969 pela ordem dos Capuchinhos, Governo foi nomeado bispo da Diocese Católica Romana de Quelimane, Moçambique em 1976 e renunciou em março de 2007.